# Sint-Petruskerk (Caen)
De Sint-Petruskerk (Frans: Église Saint-Pierre), is een kerkgebouw in de oude binnenstad van Caen in Normandië in Frankrijk.
De toren dateert uit de 14e eeuw, het schip is gebouwd in de 15e en 16e eeuw.
In de zomer van 1944 werd de torenspits van de kerk verwoest door een beschieting vanaf een Brits marineschip (van 15 km afstand), gericht op het Duitse leger in Caen. Ook is er tijdens de gevechten een brand geweest van het dak van de kerk. Hierbij werd ook een orgel van Cavaillé-Coll onherstelbaar beschadigd. De kerktoren werd in 1957 herbouwd.